# Roberto Murgita
Roberto Murgita (né le 11 novembre 1968 à Gênes) est un ancien joueur italien de football, qui évoluait au poste d'attaquant, et désormais entraîneur.
Il est actuellement l'entraîneur-adjoint de Domenico Di Carlo au Chievo Vérone en Serie A.